# 古城站 (黑龙江省)
古城站位于黑龙江省齐齐哈尔市克山县古城镇，四等站。车站始建于1928年5月，1931年1月随着齐北铁路的通车而投入运营。

## 历史
建于1928年。

## 业务办理
- 客运办理旅客乘降业务。
- 货运办理整车货物到发。